# Steven Epstein
Pour les articles homonymes, voir Epstein.
Steven Epstein, né le 8 septembre 1961, est un professeur de sociologie à l'université de San Diego en Californie. Il est l'auteur d'une Histoire du sida traduite en français en 2001 chez Les Empêcheurs de penser en rond (en deux volumes : 1. Le virus est-il bien la cause du sida ? 2. La grande révolte des malades).
Son ouvrage retrace de manière détaillée les controverses sur la cause du sida et les interrogations éthiques, méthodologiques, mais également politiques et sociales que le développement des « essais thérapeutiques » a soulevées aux États-Unis.

## Ouvrages

### Ouvrages publiés en français
- Histoire du sida [« Impure Science. Aids, Activism and the Politics of Knowledge »] (trad. Georges Lavacquerie), vol. 1 : Le virus est-il bien la cause du sida ?, Paris, Les Empêcheurs de penser en rond / Le Seuil, 2001, 276 p. (ISBN 2-84671-004-X)
- Histoire du sida [« Impure Science. Aids, Activism, and the Politics of Knowledge »] (trad. Georges Lavacquerie), vol. 2 : La Grande Révolte des malades, Paris, Les Empêcheurs de penser en rond, 2001, 320 p. (ISBN 2846710058)

### Autres ouvrages
- (en-US) Inclusion : The politics of difference in medical research, Chicago, University of Chicago Press, 2007, 413 p. (ISBN 9780226213095)
- (en-US) The Quest for Sexual Health, Chicago, University of Chicago Press, 2022, 449 p. (ISBN 9780226818221)